# ナーナー・ファドナヴィース

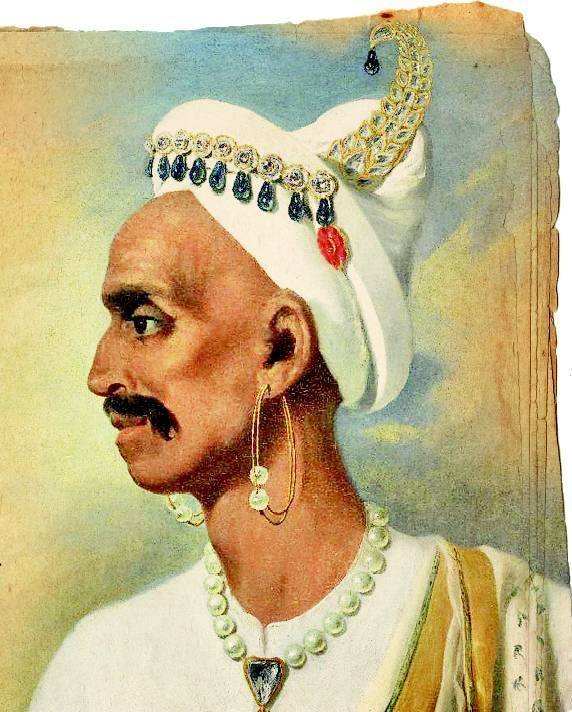
ナーナー・ファドナヴィース

ナーナー・ファドナヴィース（Nana Fadnavis，1742年2月12日 - 1800年3月13日）は、インド、マラーター王国の財務大臣（ファドナヴィース）、書記長。本名はバーラージー・ジャナルダン・バーヌ（Balaji Janardan Bhanu）である。
彼は宰相マーダヴ・ラーオの死後にマラーター同盟の実権を握り、巧みな外交政策で同盟の勢力を維持した人物として知られる。イギリス東インド会社の職員で歴史家ジェームズ・グラント・ダフは、彼はヨーロッパにおいては「マラーターのマキャベリ」と呼ばれていたことを記している。

## 生涯

### 若年期
1742年2月12日、ナーナー・ファドナヴィースことバーラージー・ジャナルダン・バーヌは、チットパーワン・バラモンの家族の一人としてサーターラーに生まれた。
その祖父バーラージー・マハーダージー・バーヌは、マラーター王国の宰相バーラージー・ヴィシュヴァナートと非常に仲が良く、ムガル帝国の暗殺者から彼を救ったこともあった。
そのため、バーラージー・ヴィシュヴァナートに彼は重用され、孫のナーナー・ファドナヴィースもまた同様の待遇を受けた。王国の宰相バーラージー・バージー・ラーオは、彼を息子のヴィシュヴァース・ラーオ、マーダヴ・ラーオ、ナーラーヤン・ラーオと同様の教育を受けさせたという。

### 権力の掌握

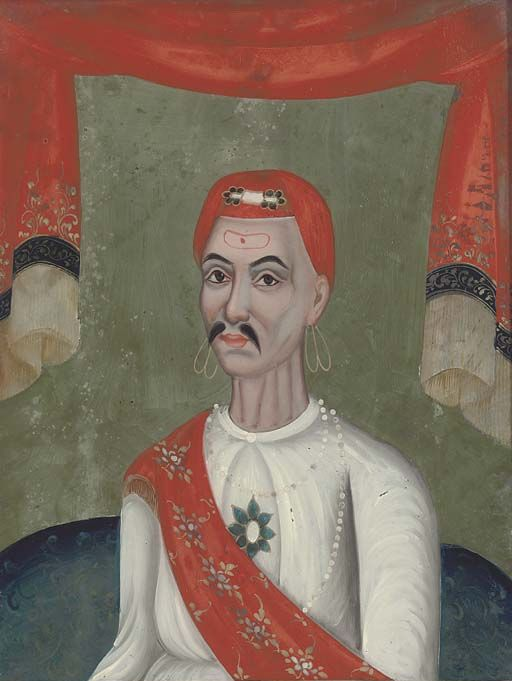
ナーナー・ファドナヴィース

1761年1月の第3次パーニーパットの戦いのち、バーラージー・バージー・ラーオが死ぬと、マラーター同盟の結束が崩壊していった。マラーター同盟は事実上、デカンの宰相府のほか、北インドのシンディア家、マールワーのホールカル家、中央東インドのボーンスレー家、グジャラートのガーイクワード家がそれぞれ分立していた。
宰相位を継いだマーダヴ・ラーオはニザーム王国やマイソール王国にたびたび外征を行っていたが、ナーナー・ファドナヴィースがその間にマラーター同盟の内政を担当した。
同年11月28日にマーダヴ・ラーオは結核より死亡し、弟のナーラーヤン・ラーオが即位した。その叔父ラグナート・ラーオがその摂政になったものの、彼は妻のアーナンディー・バーイーと共謀し、ナーラーヤン・ラーオの暗殺を考えるようになった。
そして、1773年8月30日、プネーのガネーシャの祭りの最終日、ラグナート・ラーオは刺客シュメール・シング・ガルディーを放ち、ナーラーヤン・ラーオを自室で暗殺させた。遺体はその日の深夜にひそかに川で火葬したという。ラグナート・ラーオの犯行であることは明らかだったが、証拠がなかったため、10月10日に彼がナーラーヤン・ラーオの跡を継いで王国の宰相となった。
だが、ナーナー・ファドナヴィースは事件の徹底究明に努め、ラグナート・ラーオとその妃アーナンディ・バーイーおよび実行犯と思われたシュメール・シング・ガールディーの調査を行った。

### 第一次マラーター戦争
そうしたなか、1774年4月18日にナーラーヤン・ラーオの未亡人が息子マーダヴ・ラーオ・ナーラーヤンを生んだ。ナーナー・ファドナヴィースと主な重臣はラグナート・ラーオの廃位を決定し、この幼児を宰相位につけた。そして、ナーナー・ファドナヴィースはその後見人となった。
だが、廃位されたラグナート・ラーオはプネーを逃げ、宰相マーダヴ・ラーオ・ナーラーヤンを擁するナーナー・ファドナヴィースを打倒するため、1775年3月6日にイギリスとスーラト条約を結んだ。ラグナート・ラーオは宰相府と戦争に突入し、ここに第一次マラーター戦争が始まった。
この戦争は長期にわたり続いたが、1782年5月17日に講和条約サルバイ条約が結ばれ終結し、ラグナート・ラーオは復権することは阻止された。

### マイソール王国との争い
一方、南インドにおいては、1772年6月以来、宰相マーダヴ・ラーオの時代に講和したマイソール王国が存在した。その支配者ハイダル・アリーはさらなる領土拡大をめざし、マーダヴ・ラーオの死後からデカン高原南部のマラーター同盟の領土に侵攻して、1776年3月15日にはマラーター諸侯ゴールパデー家の拠点グッティを占拠した。
また、ゴールパデー家の領土ダッタワードやガジェーンドラガドなどには、マイソール側の知事としてファテー・アリー・ハーンが任命された。これにより、ナーナー・ファドナヴィースは兵を派遣し、マイソール側と全面的に争った。
だが、1777年1月8日にマイソール側がダーラヴァーダ付近の会戦でマラーター軍に勝利するなど、マラーター側は分が悪かった。そのうえ、1778年3月に第一次マラーター戦争中にイギリスがラグナート・ラーオに援軍を送ると、ナーナー・ファドナヴィースは兵を引き返した。
これにより、ハイダル・アリーはカルナータカ地方の制圧に乗り出し、1779年にチトラドゥルガ・ナーヤカ朝とカダパのナワーブを滅ぼした。

### マイソール戦争おける介入

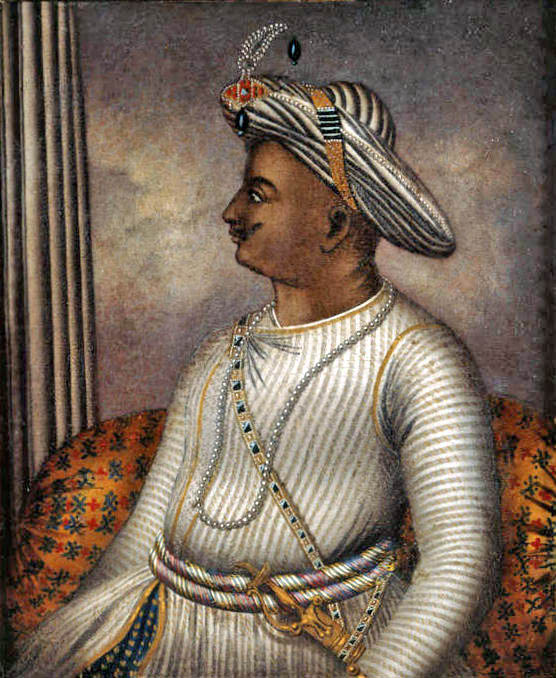
ティプー・スルターン

第一次マラーター戦争は長引き、ラグナート・ラーオとの戦いで不利になったナーナー・ファドナヴィースは、1780年2月7日にマイソールのハイダル・アリーと反英で同盟するところとなった。これにより、5月にハイダル・アリーはタミル地方に出陣し、イギリスの拠点であるマドラスを脅かすところとなった（第二次マイソール戦争）。
だが、1782年5月にナーナー・ファドナヴィースはイギリスとの講和条約サルバイ条約の締結を承認し、第一次マラーター戦争を終わらせた。これはマイソール王国との盟約を破ることであったが、ハイダル・アリーは第二次マイソール戦争を続行し、12月に死亡した。
1784年3月、ハイダル・アリーの息子ティプー・スルターンはイギリスとマンガロール条約を結んで戦争を終わらせた。とはいえ、ナーナー・ファドナヴィースの裏切りにより、マイソール王国とマラーター王国の対立は終わらなかった。
1785年2月、ティプー・スルターンはマラーター王国の属国状態だったサヴァヌールのナワーブの領土を蹂躙したのち、3月にはマラーター王国の領土に攻め入った。ナーナー・ファドナヴィースはこの侵略に苦戦し、ニザーム王国のニザーム・アリー・ハーンと同盟を組み、これに対処した。
1786年6月、マラーター王国軍がガジェーンドラガドの戦いでマイソール軍に大勝すると、1787年2月14日にナーナー・ファドナヴィースとティプー・スルターンとの間で講和が結ばれた。それでも、ナーナー・ファドナヴィースはマイソール王国の脅威を恐れ、ニザーム王国ともに警戒に当たり続けた。
そうしたなか、1789年12月にティプー・スルタンがトラヴァンコール王国に侵攻し、1790年5月に第三次マイソール戦争が勃発すると、6月にはマラーター王国、ニザーム王国、イギリスとの間に三者同盟が結成された。
そして、1792年に三者同盟軍はマイソール王国の首都シュリーランガパトナを包囲し、3月に講和条約シュリーランガパトナ条約が結ばれると、マラーター王国はマイソール王国の領土東北部を割譲された。

### マラーター諸侯との関係

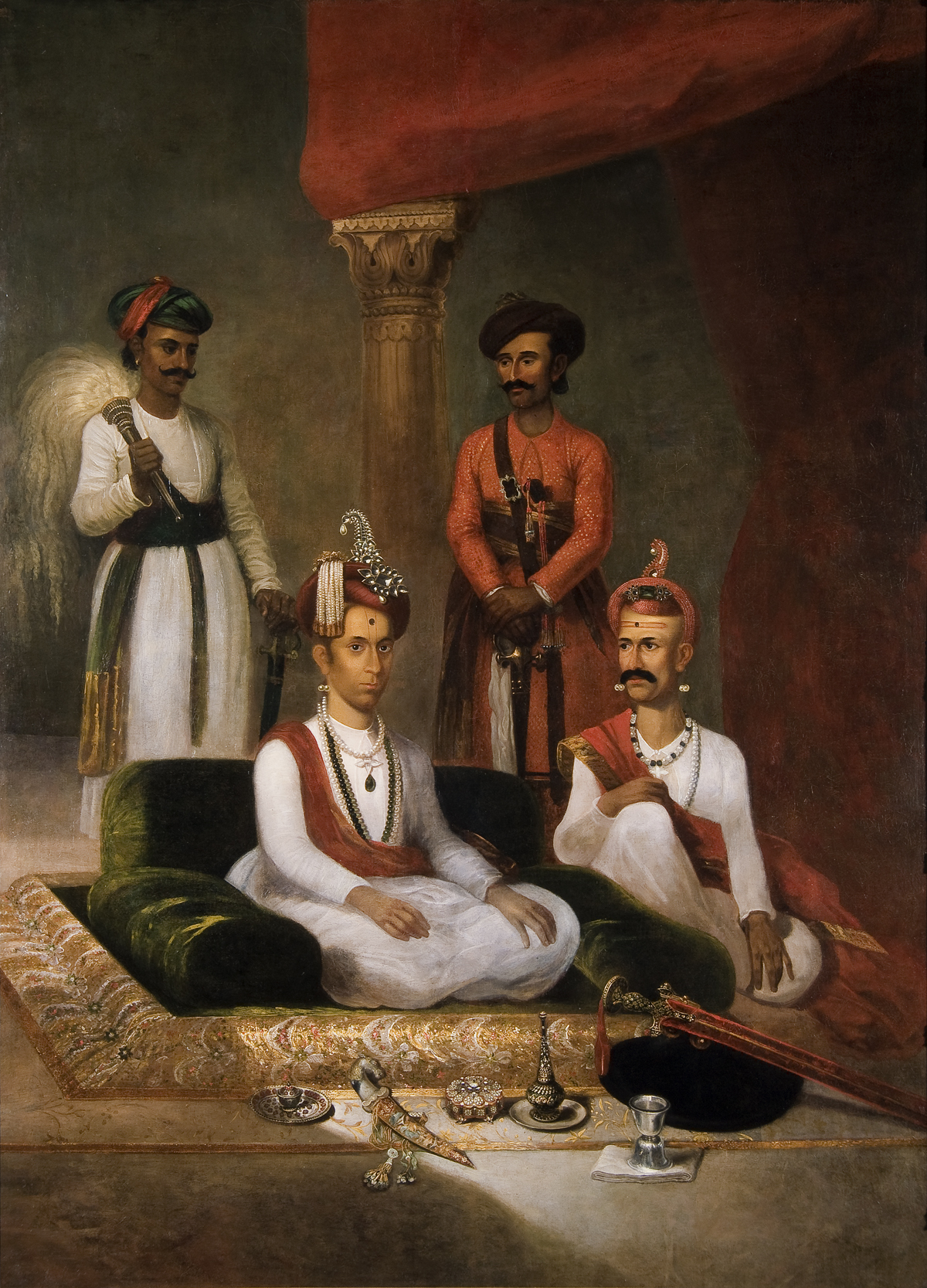
ナーナー・ファドナヴィース（右）とマーダヴ・ラーオ・ナーラーヤン（左）

パーニーパットの敗戦以降、マラーター諸侯は宰相府から独自した行動を行い勢力を広げていたが、シンディア家が最も強勢だった。シンディア家の当主マハーダージー・シンディアは自国の近代化を進め、1784年12月にはムガル帝国の摂政と軍総司令官となっていた。
そして、1790年9月9日にムガル帝国の皇帝シャー・アーラム2世に自分を北インドにおける同盟の宰相の代理であることに認めさせ、宰相マーダヴ・ラーオ・ナーラーヤンを皇帝代理人に任じさせた。彼とナーナー・ファドナヴィースは同盟の権威を最高潮にまで高めた人物であった。
だが、ナーナー・ファドナヴィースとマハーダージー・シンディアとの関係は相当悪かったことが知られている。マハーダージー・シンディアは宰相府における権力闘争では、ナーナー・ファドナヴィースに敵対する派閥に肩入れしていた。
とはいえ、マラーター諸侯はマーダヴ・ラーオ・ナーラーヤンを擁するナーナー・ファドナヴィースを同盟の事実上の盟主と見なし、緩やかな連携を組んでいた。

### マラーター同盟の内紛と死
だが、そうした中、1795年10月25日にマーダヴ・ラーオ・ナーラーヤンは突如として、宰相府プネーのシャニワール・ワーダーから飛び降り自殺を図り、2日後の27日に死亡した。自殺の理由はよくわかっていないが、ナーナー・ファドナヴィースの専横に耐え切れなくなったのだという。
いずれにせよ、マーダヴ・ラーオ・ナーラーヤンの死は、明らかにナーナー・ファドナヴィースに責任があった。マーダヴ・ラーオ・ナーラーヤンには後継者がおらず、マラーター同盟ではシンディア家やホールカル家などの諸侯によって宰相位をめぐる争いが起こった。
ナーナー・ファドナヴィースはこの争いを止めるべく、争いに参加していたラグナート・ラーオの息子バージー・ラーオ2世と組み、彼の擁立を計画した。そして、1796年12月4日にナーナー・ファドナヴィースの支持のもと、新たな同盟の宰相としてバージー・ラーオ2世が就任した。
だが、ラグナート・ラーオの息子ということもあり、ナーナー・ファドナヴィースが共同統治者として、実際の統治にあたった。また、1799年5月に南インドのマイソール王国の君主ティプー・スルターンは第四次マイソール戦争で戦死している。
そして、1800年3月13日にナーナー・ファドナヴィースはプネーで死亡した。彼の死により、バージー・ラーオ2世とマラーター諸侯との関係は悪化するところとなり、やがてはマラーター同盟の滅亡へとつながっていった。